# Georges Demenÿ
Georges Demenÿ (né le 12 juin 1850 à Douai et mort le 26 décembre 1917 à Paris,) est un photographe, inventeur, précurseur du cinéma, gymnaste français, considéré comme le fondateur de l’éducation physique scientifique.

## Biographie

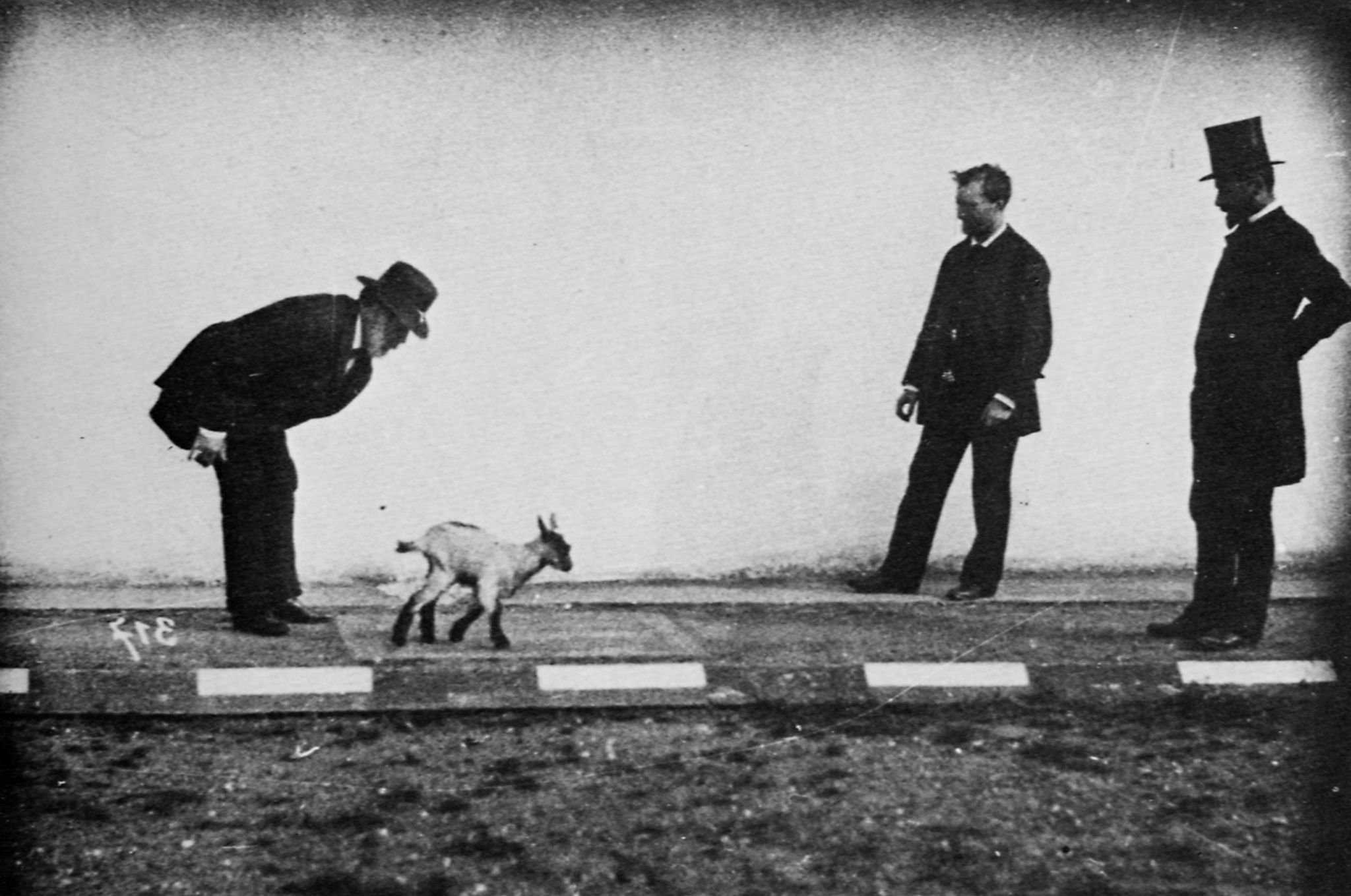
Chevreau sur la piste du hangar de la Station physiologique. À gauche : Étienne-Jules Marey, l'homme sans chapeau sur la droite est Georges Demenÿ.

Demenÿ est le principal collaborateur d'Etienne-Jules Marey à la station physiologique de Paris créée en 1882. Le 20 novembre 1891, le journal L'Illustration fait sa Une sur l'invention du phonoscope présentée à l'Académie des sciences le 27 juillet 1891 par Georges Demenÿ, alors qu'il est l'assistant d'Étienne-Jules Marey, inventeur de la chronophotographie. On lui doit notamment deux gros plans très brefs, destinés à aider la lecture labiale des sourds, où un homme (Demenÿ lui-même) prononce « Vive la France ! » et « Je vous aime! ». 
Puis, le 27 juillet 1894 (additif au brevet du 10 octobre 1893) il invente une caméra chronophotographe à came battante excentrique appelée Biographe, un appareil prenant plusieurs photographies sur le film souple inventé en 1888 par John Carbutt, entraîné par une came semblable à celle qu'utilisera un an plus tard Louis Lumière, mais sans perforations (le déplacement de la pellicule de 58 mm de large est provoqué par une barrette - came battante sur excentrique - qui, telle un doigt, pousse le film vers le bas), ce qui fait de Georges Demenÿ l'un des précurseurs de l'invention du cinéma.

Animation des gravures où Demenÿ est censé dire : « Vive la France ! »
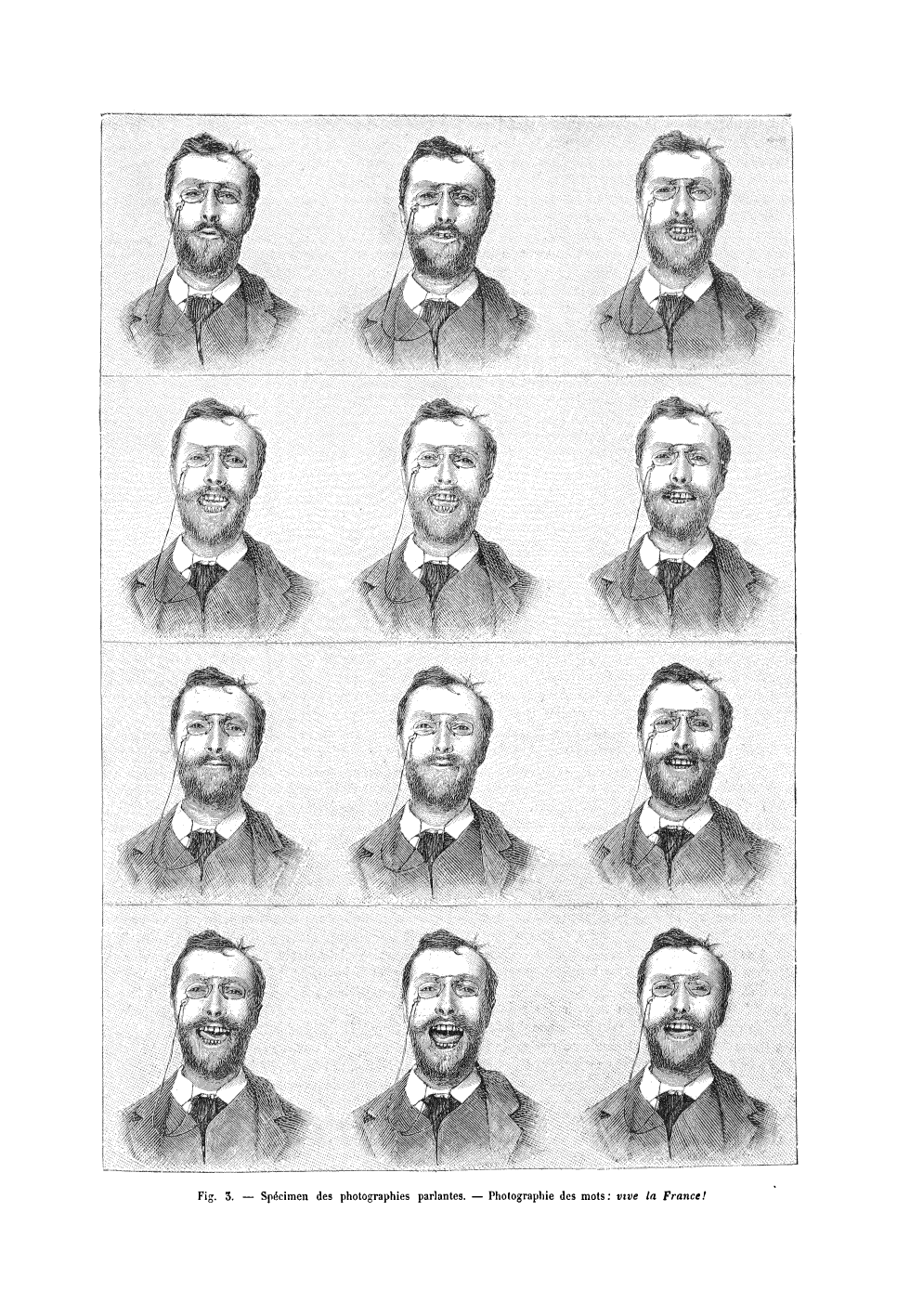
Gravures d'après les photos de « Vive la France ! », in La Nature, 1892[9].
Animation moderne d'après 20 photogrammes de 1891.
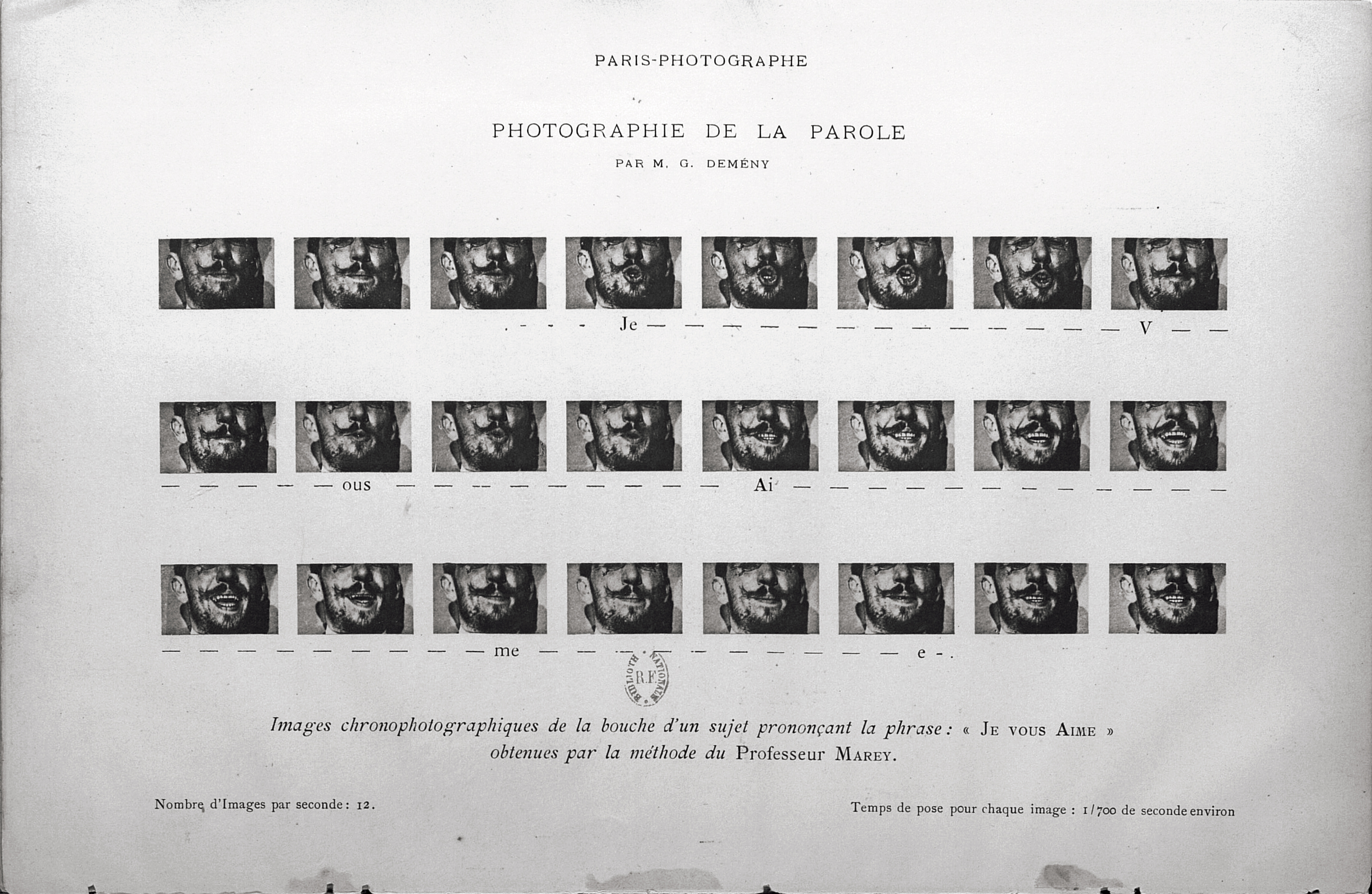
Chronophotographies correspondantes (extraits).

S'agissant des conditions de réalisation de ces chronophotographies, Demenÿ explique dans son ouvrage La Photographie de la parole : « L’appareil photochronographique donnait 16 images à la seconde, le temps de pose était de 1/800ème à 1/1000ème de seconde environ pour chaque image. L’éclairage était obtenu au moyen de deux miroirs concentrant la lumière solaire sur la face du sujet; c’est pourquoi celui-ci était obligé de fermer les yeux et d’avoir une expression de physionomie souvent pénible. Les sons étaient articulés d’une façon nette et un peu plus lentement que dans le parler habituel. »

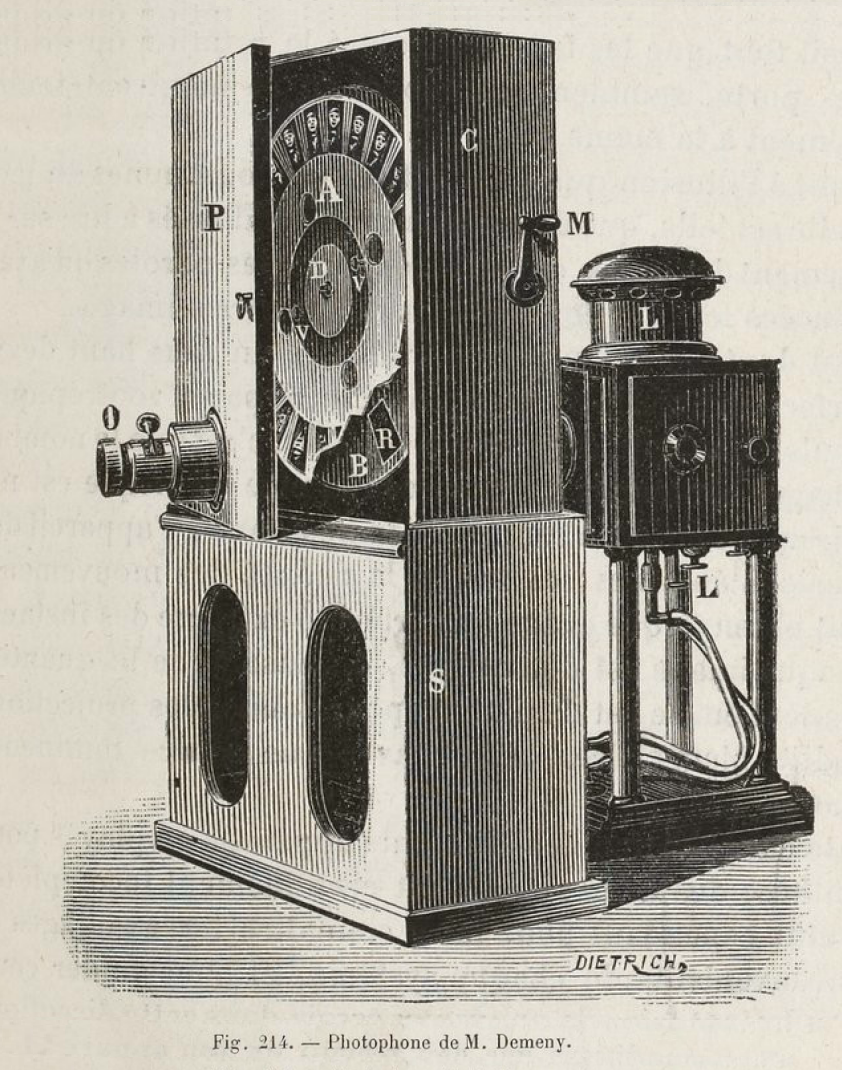
Le photophone de Demenÿ.

Disque pour le photophone de Demenÿ.

En désaccord avec Marey, car celui-ci est centré sur la recherche pure (décomposition du mouvement) et n'apprécie pas les efforts que mène son assistant pour créer des applications pratiques de la recomposition du mouvement tel qu'il a été décomposé auparavant, Demenÿ perd son emploi en 1894. Ruiné par ses propres recherches, il vend les droits de sa machine à Léon Gaumont. 
Ce dernier commence ainsi sa carrière de producteur de cinéma, faisant tourner ses premiers films en 1896 par Alice Guy, après avoir fait modifier l'appareil de Demenÿ. Léon Gaumont lancera en 1902 une collection de 770 films sonorisés par le procédé du son sur disque, les phonoscènes, qui sont encore aujourd'hui, du moins pour les 140 qui subsistent, un fonds d'archives filmées sonores inestimable.
En 1903, Demenÿ fonde le CSEP (Cours supérieur d'éducation physique) à Paris, qui est une école de formation sportive et médicale.
Georges Demenÿ était le frère du poète Paul Demeny, qui fut un grand ami de Rimbaud.

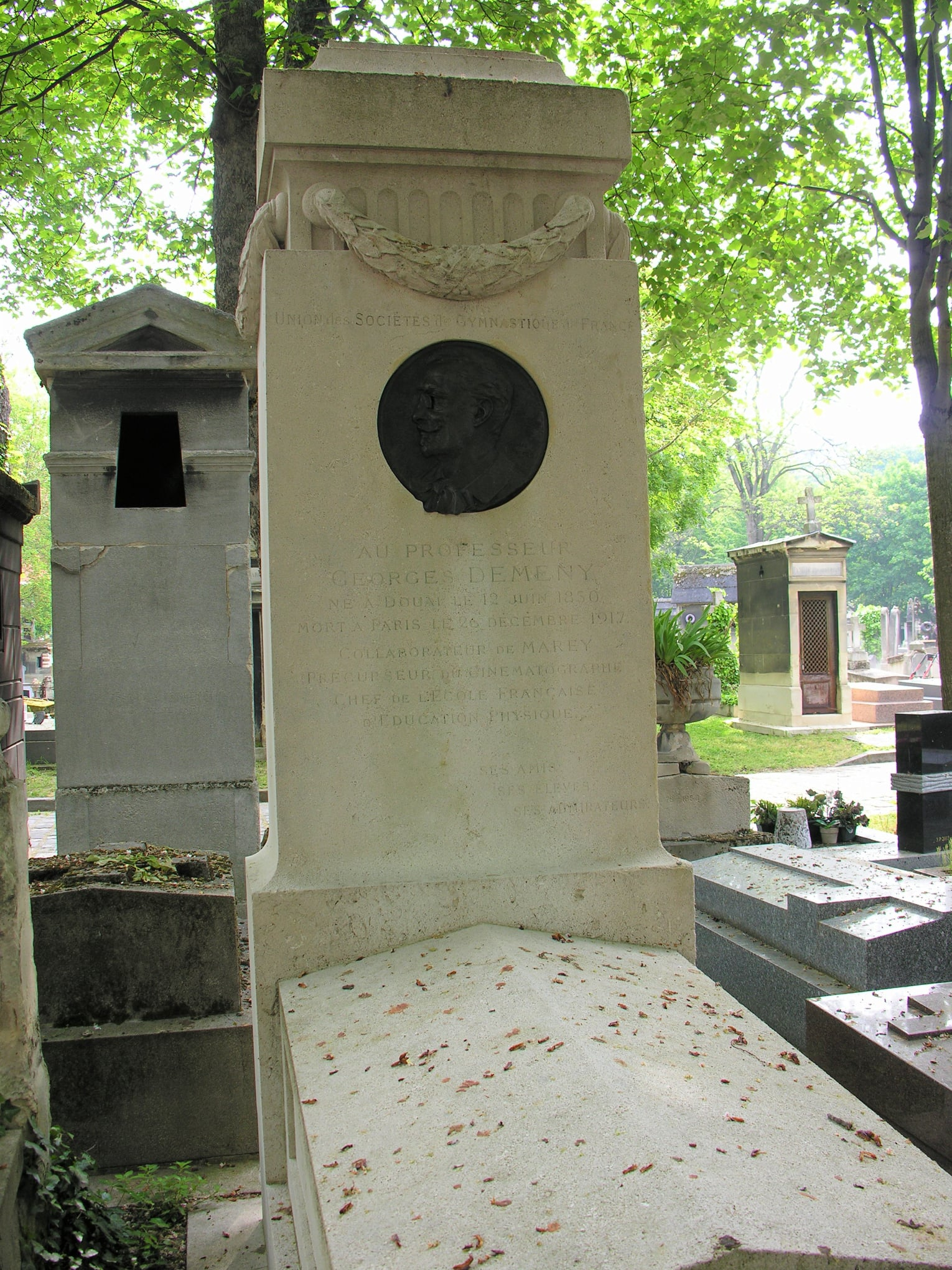
Sépulture au cimetière de Montmartre.

Mort en 1917 à Paris, il est inhumé au cimetière de Montmartre (9e division).

### Orthographe du nom
L'écriture du nom de Georges Demenÿ, ainsi que son origine hongroise, ont été discutées par Jacques Gleyse ainsi que par d'autres auteurs tels que Laurent Mannoni. La signature de Demenÿ fait bien apparaître un tréma mais la coutume n'admet pas de tréma sur un y, même au début du XXe siècle. Il se peut que cette solution ait été introduite pour éviter une prononciation inadéquate du nom de famille hongrois « Demény » (dans lequel le y final a une fonction diacritique et ne représente pas une voyelle). D'autres solutions sont d'ailleurs attestées en Belgique (dans les Flandres) et aux Pays-Bas (Leyde) où l'on trouve ce même nom orthographié « Demenij ».

## Principales publications
- L’Éducation physique en Suède, Paris, Société d'éditions scientifiques, 1892.
- Guide du maître chargé de l'enseignement des exercices physiques dans les écoles publiques et privées, Paris, Société d'éditions scientifiques, 1900. Accessible en texte intégral sur LillOnum
- Les Bases scientifiques de l’éducation physique, Paris, Félix Alcan, coll. « Bibliothèque scientifique internationale », 1902.
- Physiologie des professions. Le violoniste, art, mécanisme, hygiène, Paris, A. Maloine, 1905.
- Cours supérieur d'éducation physique, avec Jean Philippe et Georges-Auguste Racine, Paris, Félix Alcan, 1905.
- Mécanisme et éducation des mouvements, illust. d'Eugène Quignolot, Paris, Félix Alcan, coll. « Bibliothèque scientifique internationale », 1904 ; 1905.
- Les Origines du cinématographe, Paris, H. Paulin, 1909.
- Science et art du mouvement. Éducation physique de la jeune fille. Éducation et harmonie des mouvements, Paris, Librairie des annales, 1911 ; 1920.
- L’Éducation de l’effort, Paris, Félix Alcan, 1914 Texte en ligne[PDF].
- Éducation physique des adolescents. Préparation sportive par la méthode synthétique avec l'art de travailler, Paris, Félix Alcan, 1917.
- Mécanisme et éducation des mouvements, Paris, Félix Alcan, 1924. Accessible en texte intégral sur LillOnum.
- Danses gymnastiques composées pour les établissements d'enseignement primaire et secondaire de jeunes filles, avec A. Sandoz, 1931. Accessible en texte intégral sur LillOnum.